# Elsarn im Straßertal
Elsarn im Straßertal ist eine Ortschaft und als Elsarn eine Katastralgemeinde der Marktgemeinde Straß im Straßertale im Bezirk Krems in Niederösterreich. Die Ortschaft hat 205 Einwohner (Stand 1. Jänner 2024). Bis Ende 1970 war die Elsarn unter dem Namen Elsarn im Straßerthal eine eigenständige Gemeinde.

## Geografie
Das Dorf im Tal des Gscheinzbaches liegt längs der Retzer Straße. Im Süden erhebt sich der Schönberg (367 m ü. A.).

## Geschichte
Laut Adressbuch von Österreich waren im Jahr 1938 in der Ortsgemeinde Elsarn im Straßertal ein Bäcker, ein Gastwirt, vier Gemischtwarenhändler, eine Hebamme, eine Milchgenossenschaft, ein Schmied, ein Schneider, zwei Schuster, ein Tischler und mehrere Landwirte ansässig.
Mit 1. Jänner 1971 wurden im Zuge der Niederösterreichischen Kommunalstrukturverbesserung die bis dahin selbständigen Gemeinden Diendorf am Walde, Elsarn im Straßerthal und Wiedendorf nach Straß im Straßertale eingemeindet.